# Церковь (сооружение)
Це́рковь  (через нем. Kirche, от греч. κυριακός (δόμος) — «господний [дом]»), также храм — культовое сооружение, предназначенное для собрания прихожан, совершения богослужений и религиозных обрядов.
Главный храм города или монастыря обычно называется «собором» (соборным храмом); «кафедральным собором» принято называть храм, где находится кафедра правящего епископа (архиерея).
Внутреннее устройство храмов исторических церквей состоит из алтарной части и примыкающего к нему помещения для молящихся. Лютеранские и англиканские культовые сооружения принципы устройства внутреннего пространства, а также элементы во внутренней и внешней архитектуре, унаследовали от сохранившихся традиций единой христианской Церкви (до раскола 1054 года). В молитвенных домах других протестантских конфессий алтарей, как правило, нет, как нет и чётких правил по внутренней организации.
Православный или католический храм состоит из нескольких взаимосвязанных частей: капелла, крипта, придел.
Храмы старались строить на возвышенных местах. Существуют также передвижные храмы.

## Устройство православного храма
В православном храме традиционно выделяется три функциональных части: алтарь с престолом, кафоликон (средняя часть, иногда увенчанная куполом), притвор, что отсылает к ветхозаветной скинии, также имевшей три части: двор, святилище, Святая святых.

## Устройство католического храма
1. Нартекс
2. Главный неф (наос)
3. Боковые нефы — 2 для 3-нефного храма, 4 — для 5-нефного и т. д. В Испании — es:Lado de la Epístola y lado del Evangelio (Неф Послания — правый; неф Писания — левый — по расположению священных книг)
4. Башни (колокольни) — необязательно
5. Придел
6. Трансепт (средокрестие, подкупольное пространство)
7. Рукава трансепта, поперечный неф
8. Апсида c алтарём
9. Венец капелл
10. Хор — не всегда, обычно обходная галерея
11. Деамбулаторий

## Кирха
Лютеранские культовые сооружения по-русски принято также называть кирхами, от нем. Kirche — «церковь» (во всех смыслах, как сообщество, так и здание, и любых христианских конфессий), которое сродни нидерландскому kerk, шотландскому kirk, английскому church и русскому «церковь», в конечном счёте восходя к греческому κυριακή («Господний»).
Для обозначения прихода также использовался германизм ки́рхшпиль (Kirchspiel).
Традиционно различают три основных типа здания: собор, церковь и капелла (часовня). Собором обычно именуется внушительное церковное здание, где находится кафедра епископа (при епископальной системе церковного устройства). Собором также могут именовать здания, где эта кафедра когда-то находилась. Церковь — основной тип приходских зданий. Часовня как отдельное здание, обычно, строится для специальных нужд (например, на кладбищах для проведения погребальных церемоний). Литургических различий между зданиями не существует — любые таинства, обряды или церемонии могут проводиться как в соборе, так и в часовне, равно как и в жилом доме или на открытом воздухе.

## Дом молитвы
Дом молитвы — название богослужебного сооружения (церкви) у евангельских христиан (баптистов, пятидесятников), адвентистов седьмого дня и некоторых других протестантских деноминаций в РФ. В доме молитвы верующие проводят различные богослужения и собрания, в том числе основные воскресные (или субботние) богослужения и бракосочетания членов церкви.
В доме молитвы обычно имеются: зал для проведения богослужений, библиотека и комната для проведения совещаний служителей церкви. Также в доме молитвы могут быть (в зависимости от необходимости, пожеланий церкви и размеров строения): баптистерий, комната для занятий воскресной (субботней) школы, комнаты для занятий и собраний различных групп прихожан, столовая и кухня, лавка христианской литературы, помещения для аренды христианскими миссиями и организациями и т. д.

## Костёл
«Костёлом» в польском, украинском, белорусском, чешском, словацком и силезском языках называют католический храм; в польском языке это слово используется также для обозначения в более широком смысле христианской церкви как организации (в русском значении — с прописной буквы, то есть «Церковь»).
При этом в польском, словацком, украинском и белорусском языках слово «костёл» не употребляется в отношении православных и грекокатолических храмов. В польском языке в сочетании с соответствующим прилагательным обозначает церковные организации других конфессий, а в чешском языке может используется для обозначения как церковных организаций, так и церковных зданий всех христианских конфессий. В русскоязычных текстах употребляется как синоним исключительно польского католического храма.

## Собор
Собор — главный храм города или монастыря, в котором богослужение возглавляет епископ (архиепископ, митрополит, патриарх). В синодальный период в истории Русской церкви собор мог, кроме того, обозначать главный храм ведомства, в котором совершал богослужения протопресвитер военного, морского или придворного духовенства, а в полках с длительной историей создавались полковые соборы. В больших городах каждая из административных частей имела свой собор.
Традиция устройства мемориальных соборов (соборов-памятников) восходит к Древней Руси. Русскому термину «собор» в западноевропейских языках соответствуют различные термины, происходящие от слова «кафедра». Тем самым они указывают на то, что речь идет о кафедральном храме, в русском языке чаще именуемом «кафедральным собором». В православии статус собора присваивается также главному храму города, монастыря, и имеющим особое значение храмам в столицах. Как в православии, так и в католицизме, статус собора присваивается храму раз и навсегда. Правящий архиерей может построить или избрать себе для нахождения кафедры другой храм. Тогда новому храму присваивается статус кафедрального собора, за бывшим кафедральным также остается наименование собора (хотя в нём и нет епископской кафедры).
По размерам собор может не отличаться от обычного приходского храма, но рассчитан на то, что богослужения (главным образом, праздничные) совершаются собором духовенства, то есть в штате храма несколько священников (в идеале — настоятель и 12 сослужащих ему священников, по образу Христа и двенадцати апостолов). В реальности многочисленным духовенство бывает только в главных храмах епархии, где находится архиерейская кафедра. В католических соборах современное богослужение даже в праздники зачастую совершает единственный священник.
Кафедральный собор второго епархиального города может быть совсем небольшим по размерам, редко посещаемым епископом (что в совокупности не делает необходимым постоянного нахождения в центре храма кафедры) с небольшим штатом священников (два или три). В монастыре (главным образом в мужском, где насельники из числа монахов часто имеют священный сан, особенно занимающие ключевые должности — благочинный, экклесиарх, ризничий и пр.) как правило всегда есть соборный храм, именуемый кафоликоном.
У протестантов (англикан, лютеран) кафедральным собором всегда является храм, где есть или была кафедра епископа. Однако в последнее время название «собор» иногда используется метафорически, например, Арктический собор (приходская церковь в Тромсё) или Хрустальный собор (мегацерковь у пресвитериан, у которых никогда не было института епископата).

## Храмозданная доска
Храмозданная доска — памятная надпись, повествующая о времени создания церкви и её заказчиках, о художниках, написавших храмовые фрески. На Руси было принято оставлять на стене храмов запись о том, когда и кем он был построен. Ярким примером храмозданной доски является белокаменная храмозданная доска церкви Рождества Пресвятой Богородицы в Пояркове. Храмозданные доски, размещённые при строительстве храма в момент окончания его строительства, к настоящему времени очень редки.

## Самые крупные церковные здания
Сразу несколько церковных зданий в мире претендуют на статус «самого крупного». В книге рекордов Гиннесса указаны два из них: католический Нотр-Дам-де-ла-Пэ и пятидесятнический храм Скиния веры. Примечательно, что оба они находятся в Африке — в Ямусукро и Лагосе, соответственно. Первый назван самым большим храмом по площади (храмовая территория составляет 30 тыс. м²), второй — самым вместительным (50 тыс. посадочных мест внутри).
В конце 2011 года в Лагосе была открыта ещё одна пятидесятническая церковь, претендующая на статус «самой крупной». Национальный храм Апостольской церкви Нигерии способен вместить 100 тыс. верующих одновременно. В декабре 2018 года евангельский центр Dunamis заявил о том, что в Абудже (столица Нигерии) был построен «Купол славы» — входящий в комплекс «Сад Господень» молельный зал на 100000 посадочных мест. Он также может являться самым вместительным храмом в мире.
Лютеранский Ульмский собор остаётся самой высокой церковью в мире — 161,5 м.
Одна из крупнейших протестантских церквей Китая, Чанъи-Тан, расположена в городе Ханчжоу провинции Чжэцзян. Её строительство было начато 30 декабря 2003 года и завершено 5 мая 2005 года. Площадь постройки составляет 12480 м2. В главном молельном зале одновременно могут находиться 5500 человек. Количество верующих, собиравшихся во время визитов проповедников Франклина Грэма в 2008 году и Луиса Палау в 2012 году, оценивалось в 12000 и 14000 человек.